# Frontière entre Oman et le Pakistan
La frontière entre Oman et le Pakistan est entièrement maritime et se situe en Mer d'Arabie.
En 2000, un traité définit la frontière à partir de 9 points dont les coordonnées sont :
- Point 1 : 23° 20' 48" N, 61° 25' 00" E.
- Point 2 : 23° 15' 22" N, 61° 32' 48" E.
- Point 3 : 23° 11' 40" N, 61° 38' 11" E.
- Point 4 : 22° 56' 35" N, 62° 00' 51" E.
- Point 5 : 22° 54' 37" N, 62° 03' 50" E.
- Point 6 : 22° 40' 37" N, 62° 25' 17" E.
- Point 7 : 22° 05' 01" N, 63° 08' 23" E.
- Point 8 : 21° 57' 13" N, 63° 14' 21" E.
- Point 9 : 21° 47' 24" N, 63° 22' 13" E.

La limite du Golfe d'Oman au sud-est est définie d'ailleurs par une ligne joignant le Ra’s al Ḩadd (22° 32′ 20″ N, 59° 47′ 17″ E), la pointe orientale de la péninsule arabique et le Rās Jīwani (25° 00′ 54″ N, 61° 46′ 43″ E) sur la côte du Pakistan.